# 比娜·莱
比娜·莱（Bina Rai，1931年7月13日-2009年12月6日）是一位印度宝莱坞女演员，生于拉合爾。後來她的家人因為教派衝突遷往北方邦。比娜·莱曾獲得印度电影观众奖最佳女主角獎。2009年12月6日，比娜·莱因心脏骤停去世。 